# Cimex hemipterus
Espèce
Cimex hemipterus est une espèce de punaises de la famille des Cimicidae, c'est l'une des deux espèces de punaises de lit.

## Description
Cimex hemipterus est l’une des deux espèces répertoriées de punaises de lit qui se repaissent de sang humain,. Il s’agit d’un arthropode de type essentiellement tropical.
Selon un bioscientifique de l'université de Sheffield, elle aurait été détectée en Floride en 2016, en France dès 2015 et en Italie en 2017.

## Classification
Le nom valide complet (avec auteur) de ce taxon est Cimex hemipterus (Fabricius, 1803).
L'espèce a été initialement classée dans le genre Acanthia sous le protonyme Acanthia hemiptera J.C.Fabricius, 1803.
Cimex hemipterus a pour synonymes :
- Acanthia hemiptera J.C.Fabricius, 1803
- Cimex rotundatus Signoret, 1858